# Valmala (Cuneo)
Valmala (piemontès Valmala) és un antic municipi italià, situat a la regió del Piemont. L'any 2007 tenia 63 habitants. Està situat a la Val Varacha, dins de les Valls Occitanes. Limita amb els municipis de Brossasco, Busca, Melle, Roccabruna, Rossana, Venasca i Villar San Costanzo. El 2019 es annexat a Buscha.

## Administració
| Període | Identitat    | Partit        |
| ------- | ------------ | ------------- |
| 2004-   | Giuseppe Moi | Llista cívica |